# 1610 en arts plastiques
| Années des arts plastiques : 1607 - 1608 - 1609 - 1610 - 1611 - 1612 - 1613    |
| Décennies des arts plastiques : 1580 - 1590 - 1600 - 1610 - 1620 - 1630 - 1640 |

Cette page concerne l'année 1610 en arts plastiques.

## Naissances
- 3 mars : Pierre Dupuis, peintre français († 18 février 1682),
- 4 mars : William Dobson, peintre  anglais († 28 octobre 1646),
- 6 mars : Simon Luttichuys, peintre néerlandais († 16 novembre 1661),
- 15 décembre : David Teniers le Jeune, peintre  flamand († 25 avril 1690),
- 18 décembre : Adriaen van Ostade, peintre néerlandais († 2 mai 1685),
- ? :
  - Egbert van Heemskerk I, peintre néerlandais († 1680),
  - Louise Moillon, peintre de natures mortes française († 21 décembre 1696),
  - Dirck van Santvoort, peintre néerlandais († 9 mars 1680),
  - Karel Škréta, peintre baroque bohémien († 30 juillet 1674),
  - Dirck Stoop, peintre et graveur néerlandais († 1686),
- Vers 1610 :
  - Jan Asselyn, peintre et dessinateur néerlandais († 1er octobre 1652),
  - Domenico de Benedettis, peintre italien († vers 1678),
  - Daniël de Blieck, peintre, dessinateur industriel et architecte néerlandais († 1673),
  - Albert Eckhout, peintre néerlandais († 1666).

## Décès
- 19 mars :  Hasegawa Tōhaku, peintre japonais (° 1539),
- 6 mai : Martin Martini, graveur suisse (° vers 1565),
- 18 juillet : le Caravage (Michelangelo Merisi), peintre italien (° 1571),
- 5 septembre : Nicolás Borrás, religieux et peintre espagnol (° 1530),
- 26 octobre :  Francesco Vanni, peintre et graveur italien (° 1563 ou 5 janvier 1564),
- 11 décembre : Adam Elsheimer, peintre allemand (° 18 mars 1578),

- ? :
  - Giovanni Battista Cremonini, peintre italien (° vers 1550),
  - Francesco Curia, peintre italien de l'école napolitaine (° 1538),
  - Benedetto Gennari, peintre italien (° 1563),
  - Sun Kehong, peintre chinois (° 1532),
  - Sadiq Bek, miniaturiste persan, calligraphe, poète et historien-chroniqueur de l'époque safavide (° 1533),

- Vers 1610 :
- Livio Modigliani, peintre italien (° vers 1540),

- Entre 1607 et 1610 :
- Bartholomaeus Bruyn le Jeune, peintre allemand (° vers 1530).